# Un homme presque idéal
Pour plus de détails, voir Fiche technique et Distribution.
Un homme presque idéal est un téléfilm français réalisé par Christiane Lehérissey et diffusé pour la première fois le 28 janvier 2004 sur France 2.

## Synopsis
Vincent, un historien, se fait larguer par sa femme qui ne supporte plus son manque d'attention. Il se réfugie alors chez sa mère qui possède un petit immeuble pour terminer le livre qu'il est en train d'écrire et où vivent plusieurs jeunes femmes célibataires. Lili, la concierge lui tourne autour et il ne la voit pas. Il voit deux femmes : l'une, Brigitte une dentiste qui parle trop pour lui, et l'autre, Johanna (que convoite son ami), une bombe toujours insatisfaite. Quand sa concierge lui dit que sa femme est partie avec Daniel, son propre éditeur littéraire, et que de plus elle est enceinte, la concierge écrit son livre à sa place sans le lui dire.

## Fiche technique
- Réalisation : Christiane Lehérissey
- Scénario : Marie Delorme, Catherine Pierre et Joëlle Goron
- Image : Carlos Assis
- Montage : Amina Mazani
- Musique : Benjamin Leherissey
- Production : François d'Artemare et Maria João Mayer
- Pays :  France
- Durée : 100 minutes
- Date de diffusion : 28 janvier 2004

## Distribution
- Pascal Légitimus : Vincent
- Pascale Roberts : La mère de Vincent
- Suzanne Legrand : Lili
- Stéphanie Lagarde : Johanna
- Marc Rioufol : Daniel
- Roland Marchisio : Antoine
- Chrystelle Labaude : Brigitte
- Sílvia Patzsch : Val
- Mafalda Vilhena : Chloé
- Maria Emilia Correia : Julia
- Piedade Fernandes : Alice
- Jorges Vasques : psy hôpital
- Rita Mira : employée hôtel bord mer
- Selma Cifka : réceptionniste hôpital
- Carlos Sebastião : automobiliste